# 君堂镇
君堂镇，是中华人民共和国广东省江门市恩平市下辖的一个乡镇级行政单位。。太平河与锦江在此汇流成潭江。

## 行政区划
君堂镇下辖以下地区：
君堂墟镇社区、江洲墟镇社区、潢步头村、黎塘村、塘库村、沙岗村、平安村、西园村、堡城村、新君村、大湾村、新塘村、石潭村、琅哥村、清湖村、扬屋村、永华村、中安村、东北雁村和太平村。